# Amphibolia obscura
Amphibolia obscura är en isörtsväxtart som beskrevs av H. E. K. Hartmann. Amphibolia obscura ingår i släktet Amphibolia och familjen isörtsväxter. Inga underarter finns listade i Catalogue of Life.